# Elifcan Ongurlar
Elifcan Ongurlar (* 7. Juni 1993 in Istanbul) ist eine türkische Schauspielerin.

## Leben und Karriere
Ongurlar wurde am 7. Juni 1993 in Istanbul geboren. Sie studierte an der Beykent Üniversitesi. Ihr Debüt gab sie 2010 in der Fernsehserie Leyla ile Mecnun. Danach spielte sie in der Serie Kayip Sehir mit. Unter anderem war sie 2015 in Kara Ekmek zu sehen. 
2016 wurde sie für die Serie Kiralik Aşk gecastet. Von 2017 bis 2018 bekam sie in Kizlarim için die Hauptrolle. Anschließend trat sie 2019 in Sevgili Geçmiş auf. Zwischen 2021 und 2022 spielte sie in Leyla ile Mecnun die Hauptrolle.

## Filmografie
Filme
- 2012: Ateşin Düştüğü Yer
- 2023: Kadınlara Mahsus

Serien
- 2010–2011: Aşk ve Ceza
- 2012: Uçurum
- 2012–2013: Kayıp Şehir
- 2015: Kara Ekmek
- 2015: Medcezir
- 2016: Kiralık Aşk
- 2017–2018: Kızlarım İçin
- 2019: Sevgili Geçmiş
- 2021: Leyla ile Mecnun